# Georgina Mace
Pour les articles homonymes, voir Mace (homonymie).
Georgina Mary Mace (12 juillet 1953-19 septembre 2020) est une scientifique britannique, spécialiste de l'écologie et de la conservation de la nature. Elle fut professeur à l'University College de Londres, où elle enseignait la biodiversité et les écosystèmes. Auparavant, elle fut professeur de science de la conservation et directrice du Centre de biologie des populations du Natural Environment Research Council (NERC) à l'Imperial College London (2006–2012)  ainsi que directrice scientifique de la Zoological Society of London (2000–2006),,.

## Éducation
Georgina Mace naît à Londres et fait ses études à la City of London School for Girls puis à l'université de Liverpool où elle obtient un bachelor de sciences en 1976. C'est à l'université du Sussex qu'elle obtient son doctorat en 1979, avec une thèse portant sur l'écologie évolutive des petits mammifères.

## Recherche et carrière
Ses sujets de recherche concernent principalement la mesure des tendances et des conséquences de la perte de biodiversité et des changements affectant les écosystèmes. Elle commence sa carrière à la Smithsonian Institution, étudiant l'impact de la consanguinité dans les collections zoologiques. Elle poursuit dans cette voie, complétant ses recherches sur l'écologie des populations captives par l'analyse de viabilité des populations dans les zoos. Elle déclare par la suite qu'« il était passionnant d'apporter des contributions scientifiques quantitatives à la conservation. »
Georgina Mace a présidé la Société britannique d'écologie (British Ecological Society) et la Société de biologie de la conservation (Society for Conservation Biology). Elle était membre du comité scientifique de Diversitas et de 2008 à 2010, rédactrice en chef des Philosophical transactions of the Royal Society (série B, sciences biologiques),.
En 2000, elle est nommée directrice scientifique de l'Institut de zoologie de Londres, période pendant laquelle elle joue un rôle déterminant dans l'élaboration des critères d'inscription des espèces sur la Liste rouge de l'UICN, l'inventaire le plus complet sur le statut des espèces dans le monde du point de vue de leur conservation, contribuant au maintien de la biodiversité. Avant ces travaux, le Liste rouge était fondée sur les propositions d'experts plutôt que sur des données précises. Il faudra dix ans pour que les changements initiés par Georgina Mace et ses collègues soient mis en œuvre par l'UICN. De nombreuses Listes rouges régionales reposent désormais, de plus en plus, sur ces critères. À partir de 2002, elle et ses collègues travaillent à la mise en place de méthodes d'évaluation de la biodiversité et des services écosystémiques qu'elle fournit, ainsi que des changements de la biodiversité qui ont été provisoirement mesurés grâce à un indicateur appelé Red List Index.
Georgina Mace participe également de façon active aux travaux des sections sur la biodiversité de l'« Évaluation des écosystèmes pour le millénaire » menés de 2002 à 2005 Elle déclare à cette occasion que « toutes les preuves à ce jour démontrent que lorsque les sociétés s'impliquent dans la résolution d'un problème, elles peuvent généralement le faire. »
En 2006, Georgina Mace est nommée, à l'Imperial College de Londres, directrice du Centre pour l'étude de la biologie des populations auprès du Natural Environment Research Council. Après 2012, elle œuvre en qualité de directrice du Biodiversity and Environment Research (CBER) à l'University College de Londres. Elle est également rédactrice académique de PLOS Biology, revue scientifique en ligne, en libre accès, et soutient la politique de libre accès aux publications scientifiques.
En 2018, elle est nommée membre du comité d'adaptation du Comité sur le changement climatique (Committee on Climate Change), conseillant le Royaume-Uni et les gouvernements décentralisés sur les progrès réalisés dans la préparation et l'adaptation aux impacts du changement climatique.

## Distinctions et récompenses
Georgina Mace est nommée officier de l'ordre de l'Empire britannique (OBE) en 1998, commandeur de l'ordre de l'Empire britannique (CBE) en 2007 pour services rendus aux sciences de l'environnement et dame commandeur de l'ordre de l'Empire britannique (DBE) en 2016.
Mace est élue membre de la Royal Society (FRS) en 2002. En juillet 2007, elle reçoit un doctorat honorifique en sciences de l'université du Sussex pour ses travaux sur la biodiversité, suivi d'un doctorat honoris causa de l'université de Lausanne en 2018 . Elle est lauréate du prix international Cosmos 2007. En 2011, elle reçoit le prix Ernst Haeckel de la Fédération européenne d'écologie. En 2016, elle remporte le prix Dr A.H. Heineken pour les sciences de l'environnement. En 2016, elle reçoit, conjointement avec Sandra Knapp, la médaille linnéenne de la Société linnéenne de Londres.
Elle reçoit également une médaille du président de la British Ecological Society  et le prix BBVA Foundation Frontiers of Knowledge Award 2018 dans la catégorie Écologie et biologie de la conservation, conjointement avec Gretchen Daily, pour le développement d'outils essentiels à la mise en œuvre de politiques de prévention de la perte de biodiversité, fondées sur des bases scientifiques.